# Joseph Kutter
Johann Ferdinand (Joseph) Kutter (Luxemburg-Stad, 12 december 1894 - aldaar, 2 januari 1941) was een Luxemburgs kunstschilder. Zijn werk werd beïnvloed door het impressionisme en het expressionisme.

## Leven en werk
Joseph Kutter was een zoon van Paul Kutter, een van Luxemburgs eerste professionele fotografen, en Clara Geisen. Hij studeerde aan de Ecole d'Artisans te Luxemburg, aan de kunstnijverheidsschool te Straatsburg en van 1917-1918 aan de Akademie der Bildenden Künste München, waar hij leerde werken in een door Wilhelm Leibl geïnspireerde stijl. In zijn vroege periode werd zijn werk sterk beïnvloed door het impressionisme, in het bijzonder door Paul Cézanne. Hij exposeerde regelmatig bij de Münchense Sezession. In 1924 keerde hij terug naar Luxemburg, maar omdat met name zijn naakten daar slecht werden ontvangen bleef hij nog met regelmaat in München exposeren. In 1927 was hij mede-oprichter van de Luxemburgse Sezession.
Rond 1926 raakte Kutter geïnteresseerd in het Vlaamse expressionisme en ontwikkelde zijn werk zich meer en meer in die richting, naar een eigen herkenbare stijl. Zijn penseelstreken werden krachtiger, expressiever, de kleuren intenser en de lijnvoering sterker en prominenter. De figuren in zijn werk ogen vaak triest, maar proberen toch op een of andere manier de aandacht te trekken. Zijn landschappen en stillevens tonen een nadruk op een vervormende strakke vlakverdeling, waarin nog steeds de invloed van Cézanne herkenbaar is.
Kutter maakte twee reizen naar Nederland, in 1934 naar Amsterdam en in 1939 naar Enkhuizen. In 1937 nam hij deel aan de wereldtentoonstelling te Parijs. In de laatste jaren van zijn leven leed hij aan een nooit goed gediagnosticeerde ziekte en had hij hevige pijnen. Begin 1941 overleed hij aan een beroerte, 46 jaar oud. Kutter wordt gerekend tot de grootste Luxemburgse kunstschilders uit de vorige eeuw. Diverse van zijn werken zijn te zien in het Musée national d'archéologie, d'histoire et d'art te Luxemburg. Ook het Stedelijk Museum Amsterdam heeft werk van hem in collectie.

## Galerij

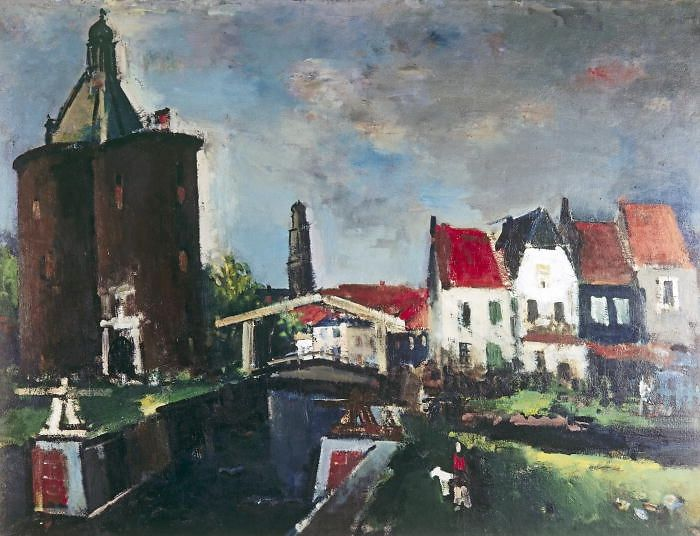
Brug te Enkhuizen, circa 1939
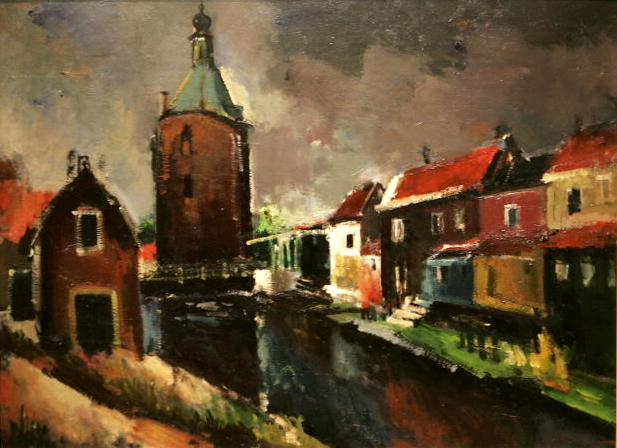
Toren te Enkhuizen, circa 1939
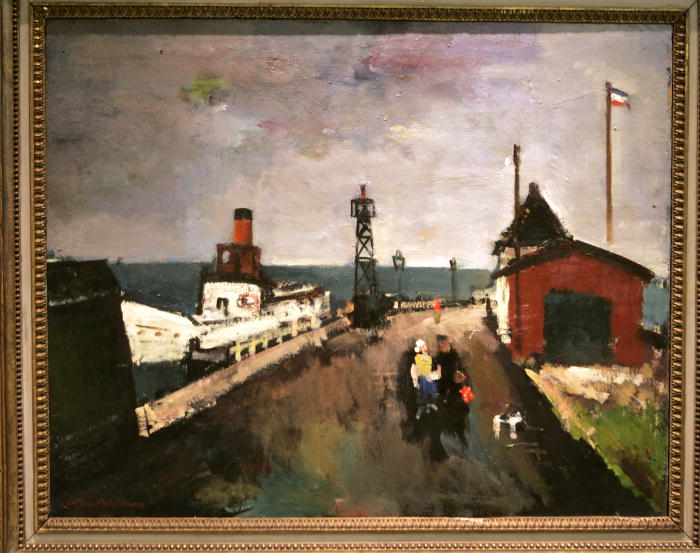
Aanlegkade te Enkhuizen, circa 1939
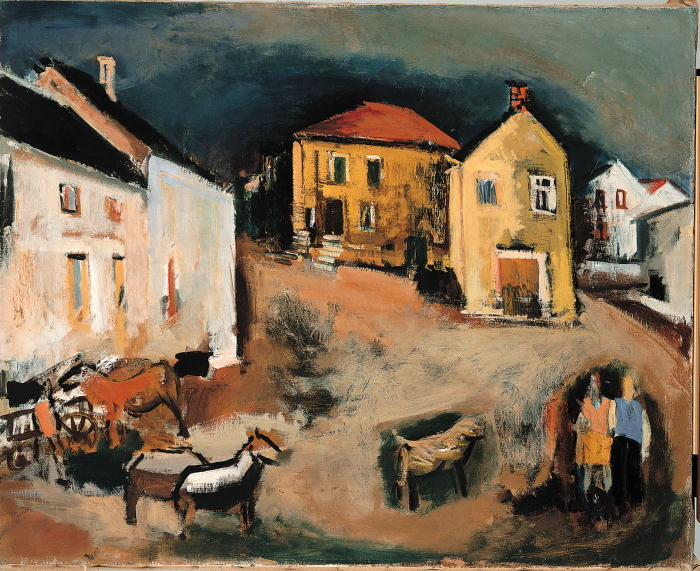
Dorpsplein, 1927
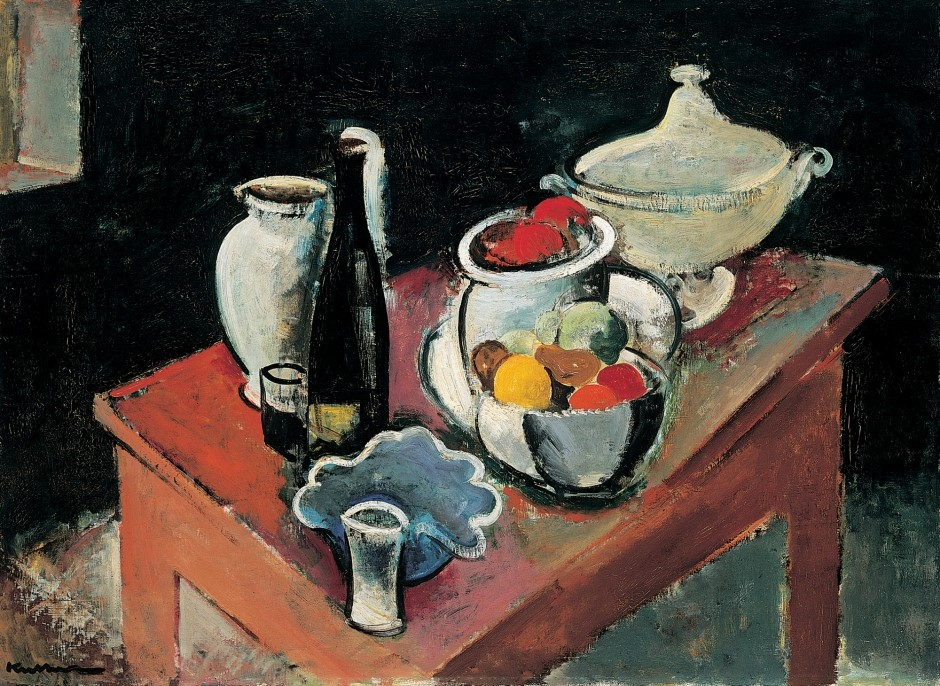
Stilleven, 1930
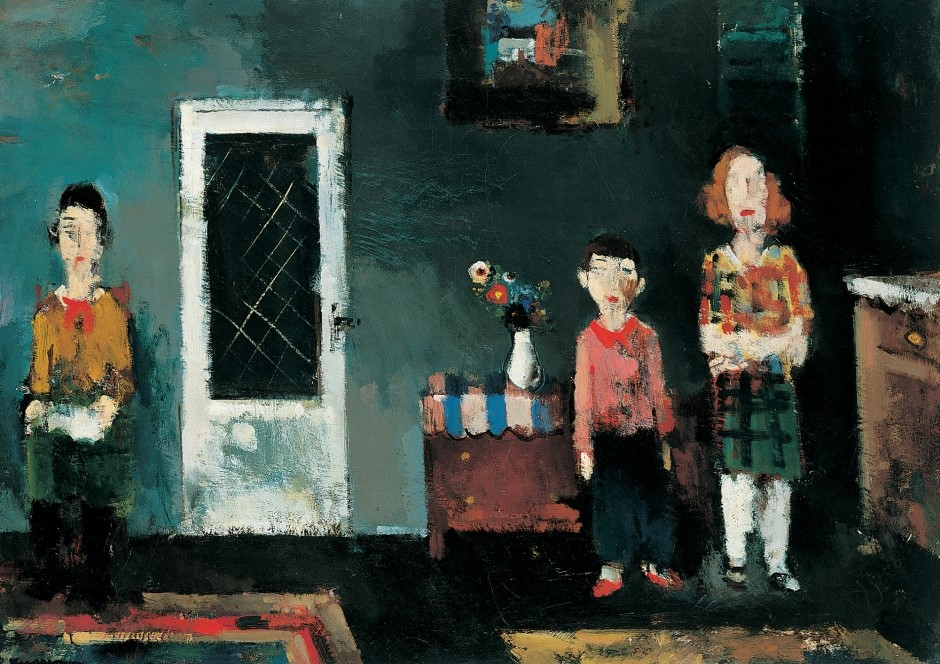
Interieur met drie figuren, voor 1940
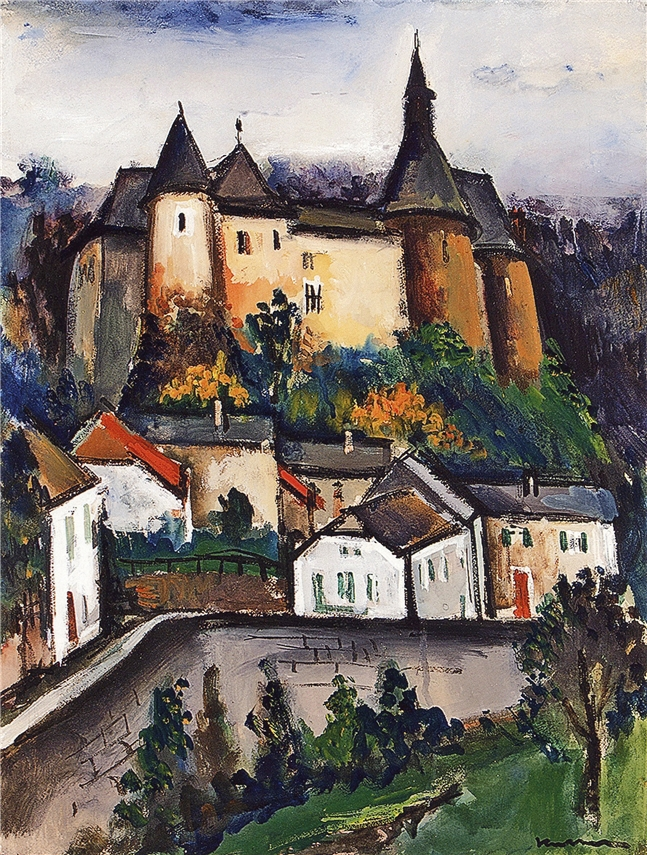
Château de Clervaux, circa 1936
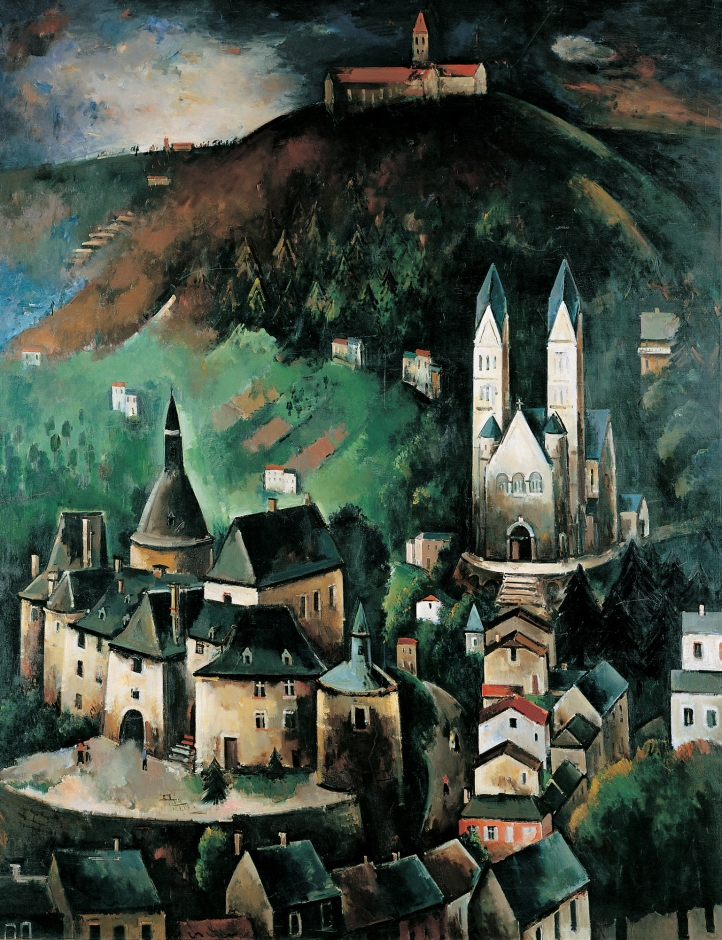
Clervaux, 1937
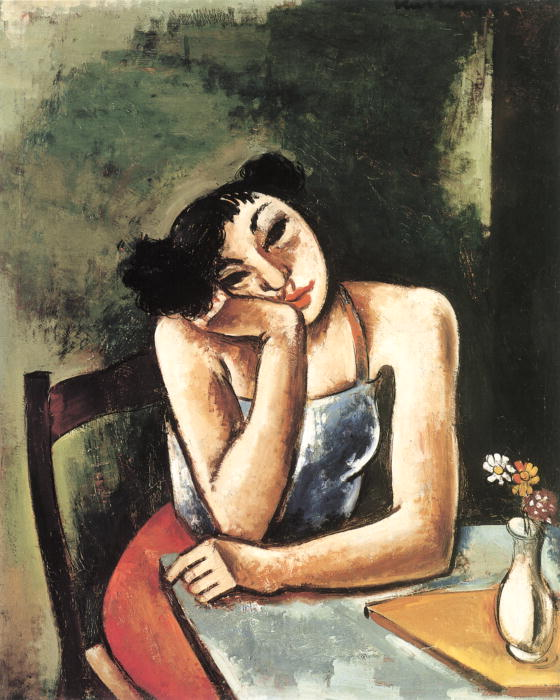
Vrouw op ellebogen, circa 1929
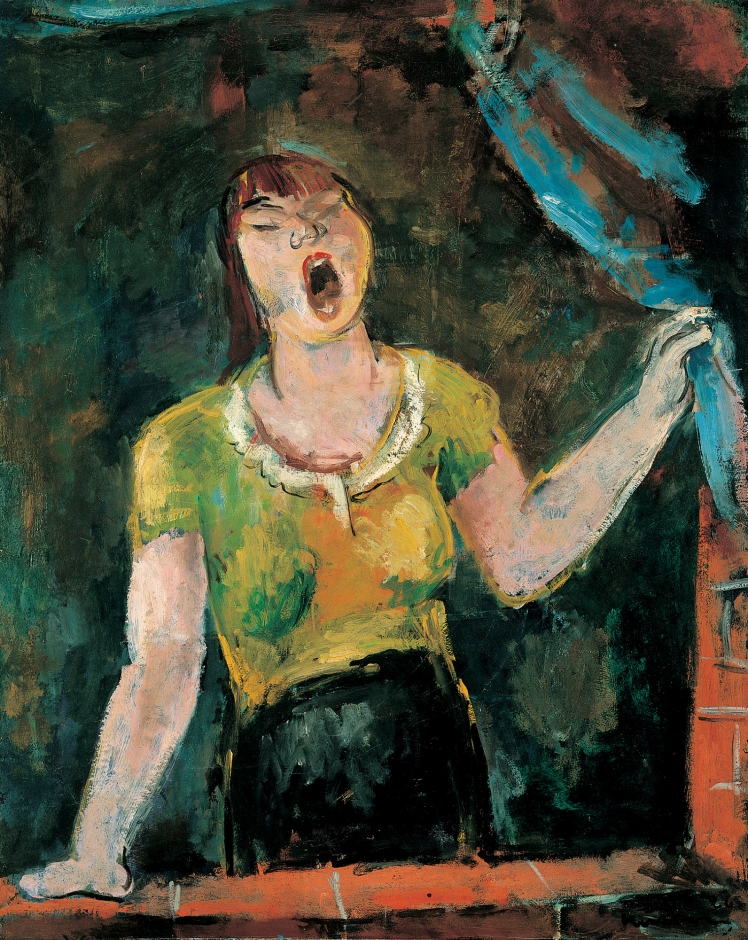
La Bâilleuse, 1926
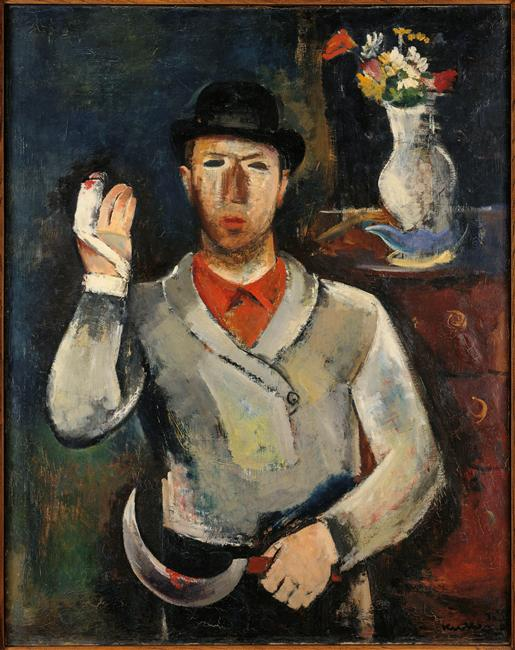
Man met gewonde vinger, 1930
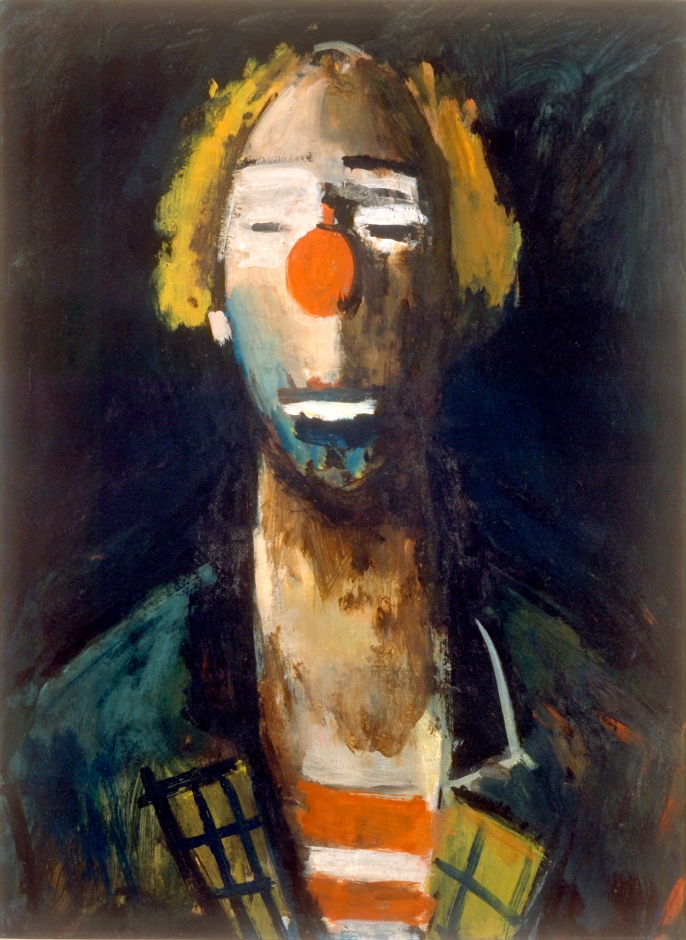
Clownshoofd, circa 1937
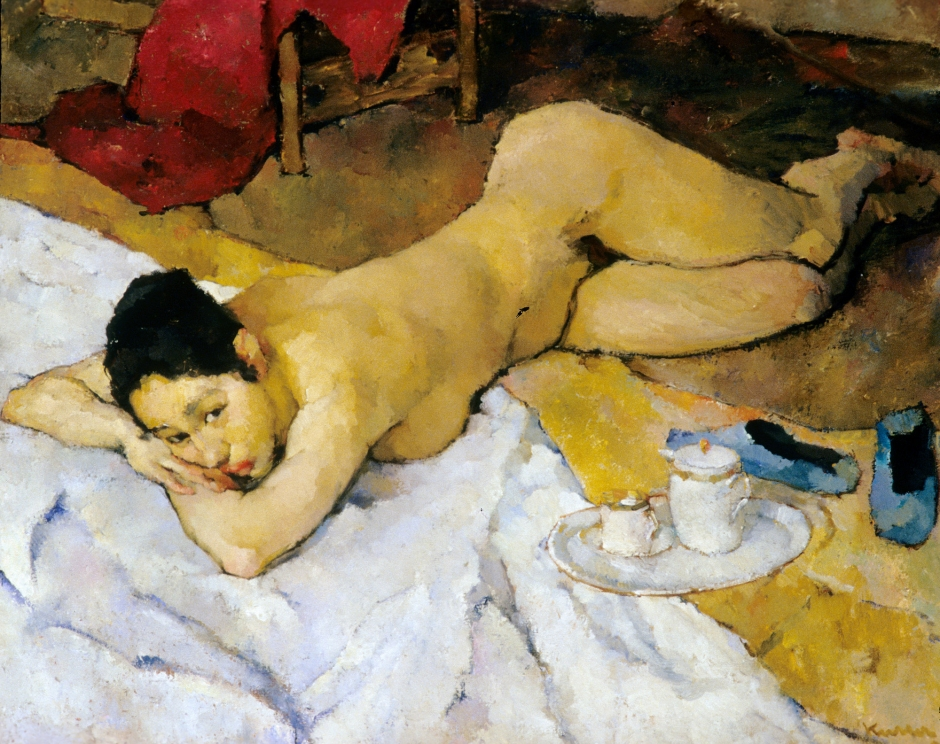
Liggend naakt, circa 1919